# Dauradet crestat
El dauradet crestat (Pseudocolopteryx sclateri) és un ocell de la família dels tirànids (Tyrannidae).

## Hàbitat i distribució
Habita pantans i manglars de l'est dels Andes a Trinitat, Guyana, nord de Bolívia, sud del Brasil, est de Paraguai i nord-est de l'Argentina.